# Antagonist
Antagonist er synonym for modstander (græsk ανταγωνιστής - antagonister , "modstander", "konkurrent", "rival").

## Antagonister

### Film og litteratur
- En litterær antagonist er en person eller et forhold i en fortællings narrative struktur, der står i modsætning til fortællingens protagonist.

Antagonisten arbejder på, at fortællingens hovedpersonen, protagonisten, ikke når sine mål. Derved skabes fortællingens dramatiske spændinger. Det er vigtigt i ethvert drama. Antagonisten kan være et samfund, en fobi, en institution eller lignende. 
Der gælder ofte en række dramaturgiske krav til antagonisten.
1. Antagonisten modsætter sig, at hovedpersonen når sit mål.
2. Publikum skal forstå antagonistens mål og motiver.
3. Et aspekt eller træk hos hovedpersonen kan betragtes som en antagonist som moral eller ubeslutsomhed.
4. Antagonisten kan være en kraft som en tidevandsbølge, der ødelægger en by; en storm, der forårsager kaos eller endda et lokalsamfunds forhold
5. En antagonist behøver ikke nødvendigvis at skabe forhindringer for hovedpersonen.
6. Samfundsnormer eller andre regler kan også være antagonister.
7. Det kan være et fortælleteknisk problem, hvis antagonistens motiv ikke fremhæves. Det kan slide på troværdigheden, da alle har et mål med, hvad de gør.
8. Antagonisten behøver ikke at være ond. Det kan for eksempel være en søn, der forhindrer sin far i at nå sine mål, fordi han har brug for en kærlig far. Det kan derfor være en del af sønnens natur at modarbejde faderen, uden at sønnen bliver ond af den grund.

### Dental
- I dental sammenhæng betegner antagonister tænder, som sidder overfor hinanden i over- og underkæbe. En tand uden antagonist har mindre værdi. Det indgår i bedømmelsen af en eventuel behandling af den.

### Farmakologi
- I biokemisk sammenhæng betegner en antagonist et stof, der kan inhibere (hæmme) en receptors signalering i fx en cellemembran, således at en agonist ikke kan bindes til samme receptor, og dermed yde en virkning. Der findes tre typer:

1. Kompetitiv reversibel antagonist: Antagonisten hæmmer effekten af receptorens ligand eller agonist ved at binde sig til receptorens aktive site på en konkurrerende måde.
2. Non-kompetitiv reversibel antagonist: Antagonisten binder sig til et andet sted end det aktive site og forhindrer herfra agonisten i at binde sig til det aktive site.
3. Irreversibel non-kompetitiv antagonist: Antagonisten binder sig irreversibelt (permanent) til receptorens aktive site, hvilket medfører at agonisten ikke kan binde sig hertil. Ved irreversibel binding kan agonisten ikke udkonkurrere antagonisten selvom koncentrationen af den første er meget høj.

### Sport
- I sport anvendes antagonister  om modsatrettede muskelgrupper i den specifikke sport.